# Geertgen tot Sint Jans
Geertgen tot Sint Jans, nizozemski slikar, * 1465, Leiden, † 1495, Haarlem, znan tudi kot Geertgen van Haarlem , Gerrit van Haarlem, Gerrit Gerritsz, Gheertgen, Geerrit, Gheerrit oz. katera koli druga pomanjševalna oblika Geralda , je bil staronizozemski slikar iz severnega dela nizozemskih dežel v okviru Svetem rimskem cesarstvu. O njegovem življenju ni najti nobene dokumentacije v ohranjenem arhivskem materialu. Najzgodnejši vir o njegovem življenju je življenjepis iz Knjige slikarjev (Het Schilder-boeck) Karla van Mandra iz leta 1604.
Po Van Mandru je bil Geertgen verjetno učenec Alberta van Ouwaterja, enega najzgodnješih danes znanih slikarjev severnega dela nizozemskih deželah: oba slikarja sta živela v mestu Haarlem , kjer je bil Geertgen domnevno laični brat reda Ivanovcev - vsekakor je zanje naslikal pomembno oltarno sliko. V knjigi van Mander navaja, da je Geertgen dobil svoje ime po tem redu oz. njihovemu svetniku: njegov "priimek" tot Sint Jans dobesedno pomeni od svetega Janeza.

## Življenjepis
Čeprav ga van Mander imenuje Geertgen tot Sint Jans, slikar iz Haarlema, kar nakazuje, da je iz Haarlema, je možno, da se je rodil v Leidnu, takrat na burgundskem Nizozemskem v Svetem rimskem cesarstvu, okoli leta 1465. Dodelitev Leidena kot njegovega rojstnega kraja je mogoče izslediti do tiska Jacoba Mathama iz 17. stoletja, kjer ga imenujejo Gerardus van Leydanus. Za to trditev Mathama ni znanih arhivskih dokazov. Ta odtis Objokovanja Kristusa iz leta 1620 v spodnjem levem kotu prikazuje Cum privil. Sa Cae. M. - Gerardus Leydanus Pictor ad S. Ia Bapt. Harlemi pinxit, ki kaže, da je bil slikar iz Leidena pri sv. Janezu Krstniku v Haarlemu. V spodnjem desnem kotu piše Theodorus Matham Sculpsit. Iac Matham excud., kar pomeni, da je sin Theo naredil skico iz slike, oče Jacob Matham pa jo je vgraviral. Natisnjena je bila v Haarlemu leta 1620, kar kaže, da je bila slika takrat še tam. Po besedah van Manderja je bila ta slika Objokovanja prvotno na notranjih desnih vratih triptiha z lesenimi tablami za veliki oltar cerkve sv. Janeza v Haarlemu, obe stranski tabli pa sta bili od osrednje table odžagani na dve ločeni sliki po protestantski reformaciji. Obe stranski tabli sta precej krhki in sta danes v ločenih muzejih. Sodobno sprejemanje Leidena kot Geertgenovega rojstnega kraja je približno sledljivo disertaciji Johanna Kesslerja iz leta 1930.
Umrl je, verjetno pri svojih dvajsetih letih, okoli leta 1495 v Haarlemu, kjer je bil pokopan v komendi. Sodobni raziskovalci so poskušali izračunati umetnikov datum smrti z informacijami iz Slikarske knjige (srednjenizozemsko Het Schilder-boeck) Karla van Manderja, objavljene leta 1604. Kemperdick in Sander sta izvedla rekonstrukcijo Geertgenovih aktivnih datumov leta 2007 z navedbo:
(Geertgenovi) dve sliki na Dunaju kažeta na samozavestnega umetnika; med deli, ki jih pripisujejo Geertgenu, so zagotovo med najbolj zrelimi in neodvisnimi. Če je bil umetnik takrat, ko je umrl, res le osemindvajsetletnik, je oltarno sliko začel pri približno trinajstih letih in je trajala od štiri do šest let, tako da je Geertgen lahko svoje šolanje končal najkasneje do približno osemnajstih let. Če bi šel služiti za eno ali dve leti kot vajenec, potem se starost, v kateri je začel živeti s svojo umetnostjo, temu primerno dvigne. V skladu s tem je Geertgen delal neodvisno največ deset let. ... Če nekdo zdaj oltarno sliko vitezov sv. Janeza datira na približno 1490, potem se je Geertgen, grobo rečeno, moral roditi okoli leta 1462/1467 - po napisu na Mathamovi gravuri v Leidnu - in bi se že začel njegovo vajeništvo okoli 1475/80.
V 14. stoletju je bil Haarlem glavno mesto. Bilo je drugo največje mesto v zgodovinski Holandiji po Dordrechtu in pred Delftom, Leidenom, Amsterdamom, Goudo in Rotterdamom. Leta 1429 je mesto pridobilo pravico do pobiranja cestnin, vključno z ladjami, ki so plule po mestu ob reki Spaarne. Konec srednjega veka je bil Haarlem cvetoče mesto z veliko tekstilno industrijo, ladjedelnicami in pivovarnami.
Okoli leta 1428 je mesto oblegala vojska Jakobäe, grofice Hainaut. Haarlem se je postavil na stran Trsk v vojni Trnkov in Trsk (nizozemsko Hoekse en Kabeljauwse twisten - vrsta vojn in bitk na Nizozemskem med letoma 1350 in 1490) in tako proti Jakobäi iz Bavarske. Sovražnik je požgal celoten gozd Haarlemmerhout. Leta 1469 je bilo poveljstvo svetega Janeza v Haarlemu povišano v poseben status, ki je padel neposredno pod velikega nemškega priorja. Pred tem je bilo podrejeno poveljstvu Balija iz Utrechta, ki mu je poročalo 12 poveljnikov. Janezovo poveljstvo je postalo precej bogato z donacijami lokalnih družin Berkenrode, Assendelft, van Brederode, Tetrode, Schoten in Adrichem. Schoten je bila tudi lokacija cerkve sv. Lazarja (trenutno del Het Dolhuys), ki je kasneje prišla v posest sv. Janskerka. Geertgen je za oltar cerkve vitezov svetega Janeza v Haarlemu naslikal Objokovanje Kristusa. Sliko je leta 1620 kopiral Jacob Matham, zrcalno sliko graviral, ta pa vsebuje latinsko pesem Joana Alberta Bana, posvetilo Jacobu van Campenu in latinski citat Albrechta Dürerja, ki kaže, da so bili trije moški navdahnjeni s to sliko. Druga stran te oltarne slike prikazuje Sežiganje kosti sv. Janeza Krstnika in verjetno vsebuje skupinski portret haarlemskih pripadnikov reda sv. Janeza, s poveljnikom ali precepterjem, ki drži prst sv. Janeza. V cerkvi sv. Janeza v Haarlemu, kjer je ta slika oblikovala glavno oltarno podobo, je trenutno arhiv Severne Holandije.
- Objokovanje Kristusa
- Detajl Objokovanja

## Slike
Od slik, ki jih omenja Van Mander, je edino preživelo eno krilo triptiha za oltar vitezov sv. Janeza v Haarlemu, obe strani pa sta bili razrezani približno leta 1600 in sta zdaj na Dunaju kot Sežiganje kosti sv. Janeza Krstnika in Objokovanje Kristusa. Preostanek je bil uničen med obleganjem Haarlema leta 1573.
Kot je značilno za umetnost tistega časa, so slikali predvsem na hrastovih tablah z oljnimi barvami, narejenimi z mešanjem pigmentov s suhim oljem. To je slikarju omogočilo, da je nanašal sloje barve, da je zagotavljal različne vizualne učinke.
Število del, ki so mu pripisana (med 12 in 16), je sporno med raziskovalci ki razpravljajo o umetniku (Kessler, Boon, Snyder, Chatelet, Fiero in Koch).
Njegove slike so v zbirkah Rijksmuseuma v Amsterdamu,  Gemäldegalerie v Berlinu, Narodne galerije v Londonu (Rojstvo Jezusa), Musée du Louvre (Obujenje Lazarja) v Parizu, Muzej Catharijneconvent v Utrechtu (Mož bolečin) in Umetnostnozgodovinski muzej, Dunaj.

## Sprejem
Van Mander navaja, da je Albrecht Dürer o Geertgenu dejal »Res je bil slikar v maternici matere«, čeprav Dürerjev dnevnik o potovanjih na Nizozemsko slikarja ne omenja, domnevajo pa tudi, da je Van Mander uporabljal obliko epideiktične retorike zgraditi spoštovanje do kolega iz Haarlemja.. 

## Tehnika
Kot večina slikarjev svojega časa je tudi na lesene table slikal z oljno barvo. Njegove slike prikazujejo prizore iz Nove zaveze in spadajo v staronizozemsko šolo. Nekatere njegove slike so bile uničene med reformacijo. Pripisujejo mu okrog dvanajst preživelih slik, za druge pa se verjame, da so kopije drugih izgubljenih izvirnikov. Takrat je bilo slikarstvo poklic, kamor se je že v mladih letih v ustaljeni delavnici vstopilo v vajeništvo. S sodobnimi tehnikami je zdaj mogoče videti nekaj podrisb, ki jih je Geertgen naredil na svojih tablah.

## Upodobitev glasbe
V njegovi Poveličanje Marije, znane tudi kot Madona z glasbenimi angeli in prvotno del tako imenovanega Rotterdamsko-Edinburškega diptiha, sta figuri Marije in Jezusa dojenčka obkroženi s tremi koncentričnimi obroči, ki se zdijo, da obkrožajo osrednji svetniški sij. Ta je običajno povezan z biblijskimi verzi v Razodetju, ki se nanašajo na žensko, oblečeno v sonce, ki jo razlagajo kot upodobitev Marije v nebesih.
Prvotni diptih je bil prvič predstavljen z levo tablo enake velikosti, ki se običajno imenuje Geertgenov Kristusov pasijon. Znotraj koncentričnih obročev svetniškega sija na tabli Madona z glasbenimi angeli najdemo različna glasbila. Ta slika prikazuje nekaj najstarejših oblik glasbil, znanih na Nizozemskem (ok. 1480–1490). Na osrednji upodobitvi otroka Jezusa z Marijo je Jezus upodobljen kot igralec na zvonec in se zdi, da predvaja glasbo, kot da bi odgovoril enemu od angelov v najbolj oddaljenem koncentričnem obroču, ki ima enak komplet zvonov in pogleda nazaj na Jezusa. 

## Dela
- Obujenje Lazarja (1480s)[15]
- Sv Bavo s sokolom (ok. 1490)[16]
- Objokovanje Kristusa (po 1484)[17]
- Sveto sorodstvo (ok. 1485–1496)[18]
- Poklon Treh kraljev (c. 1480–1485)[19]
- Poklon Treh kraljev (c. 1485)[16]
- Madona in otrok (c. 1490)
- Janez Krstnik v divjini (c. 1490)[20]
- Poveličanje Marije (c. 1490–1495),[21] also named Virgin and Child[22]
- Rojstvo Jezusa (c. 1490?)[23]